# Miroslav Brdička
Miroslav Brdička (12. září 1913 Dvůr Králové nad Labem – 25. prosince 2007) byl český fyzik, profesor na Univerzitě Karlově a ČVUT. Byl také autorem řady vědeckých publikací a několika učebnic. Zabýval se mechanikou kapalin a plynů. V roce 1999 byl prezidentem Václavem Havlem oceněn Medailí Za zásluhy.

## Život
V letech 1932 až 1933 studoval na ČVUT, poté v letech 1933 – 1937 na přírodovědecké fakultě UK. V letech 1957 – 1962 a 1966 – 1968 vedl katedru teoretické fyziky na MFF UK. Mezi léty 1968 – 1974 byl vedoucím katedry fyziky na strojní fakultě ČVUT.